# Киев-12
К12.03 «Киевский» ANTONOV — одна из моделей киевских троллейбусов, эксплуатация которых началась в 1996 году. Троллейбус разработан АНТК имени О. К. Антонова в начале 1990-х гг. Изготавливались киевским заводом «АВИАНТ» и АНТК имени О. К. Антонова в 1993—2006 годах.

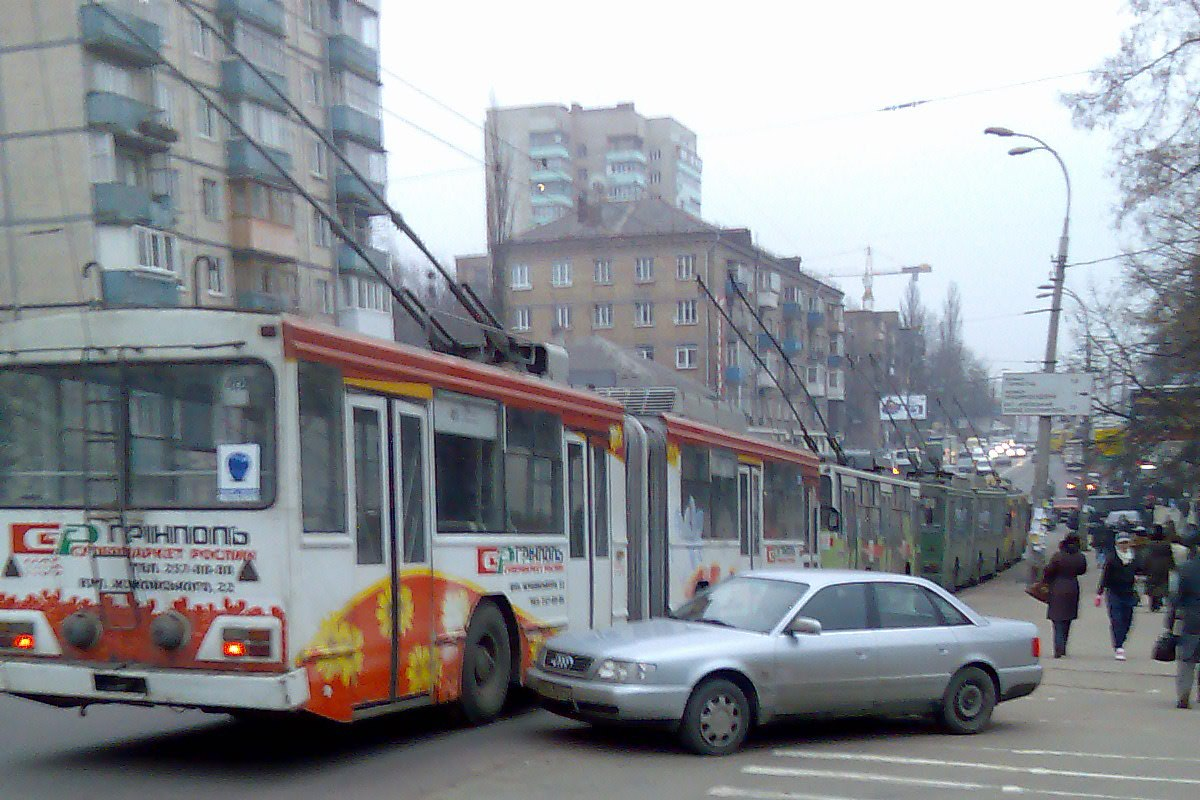
К12.03 в Киеве, 2007 г.

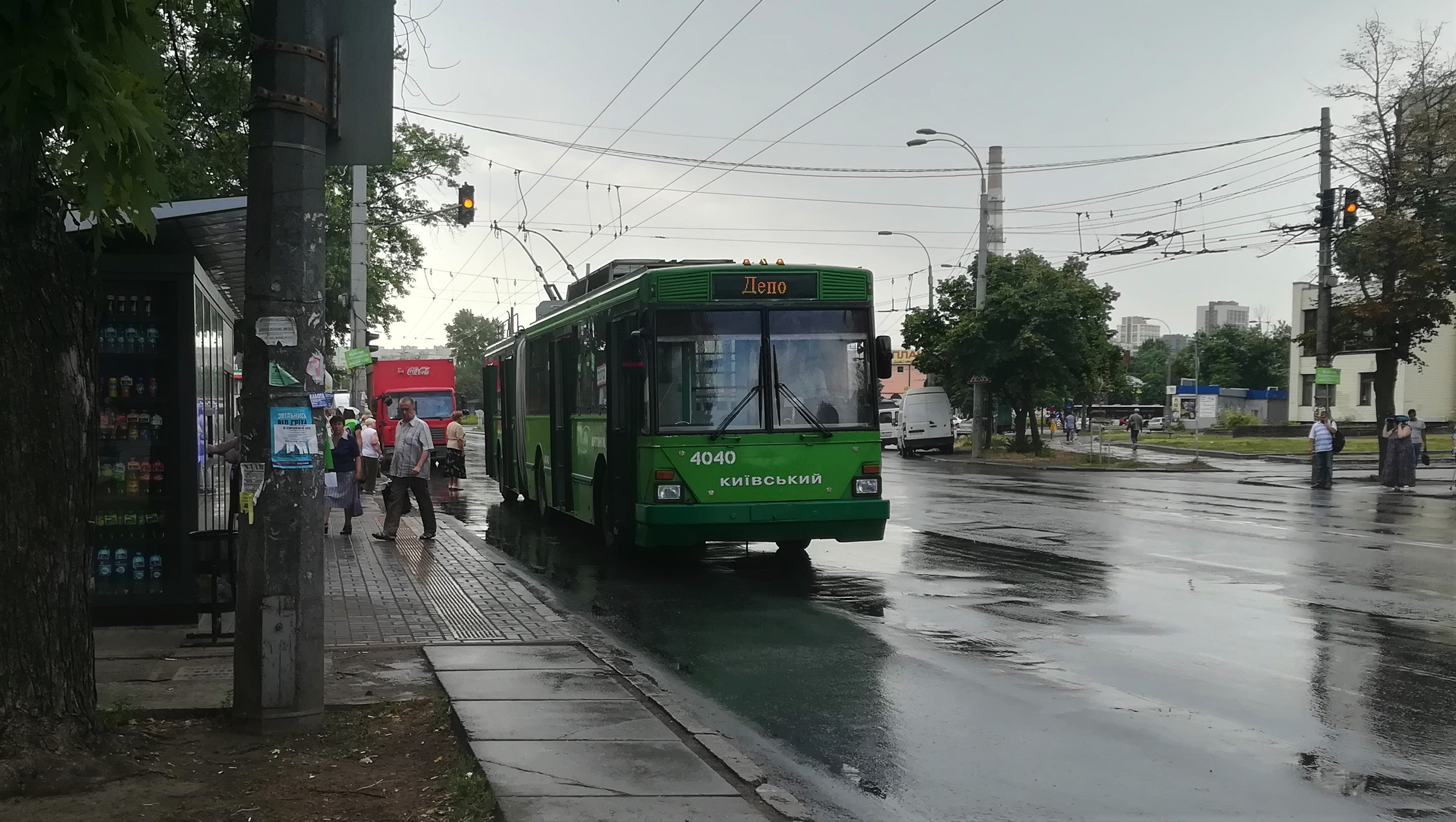
К12.03 в Киеве, 2019 г.

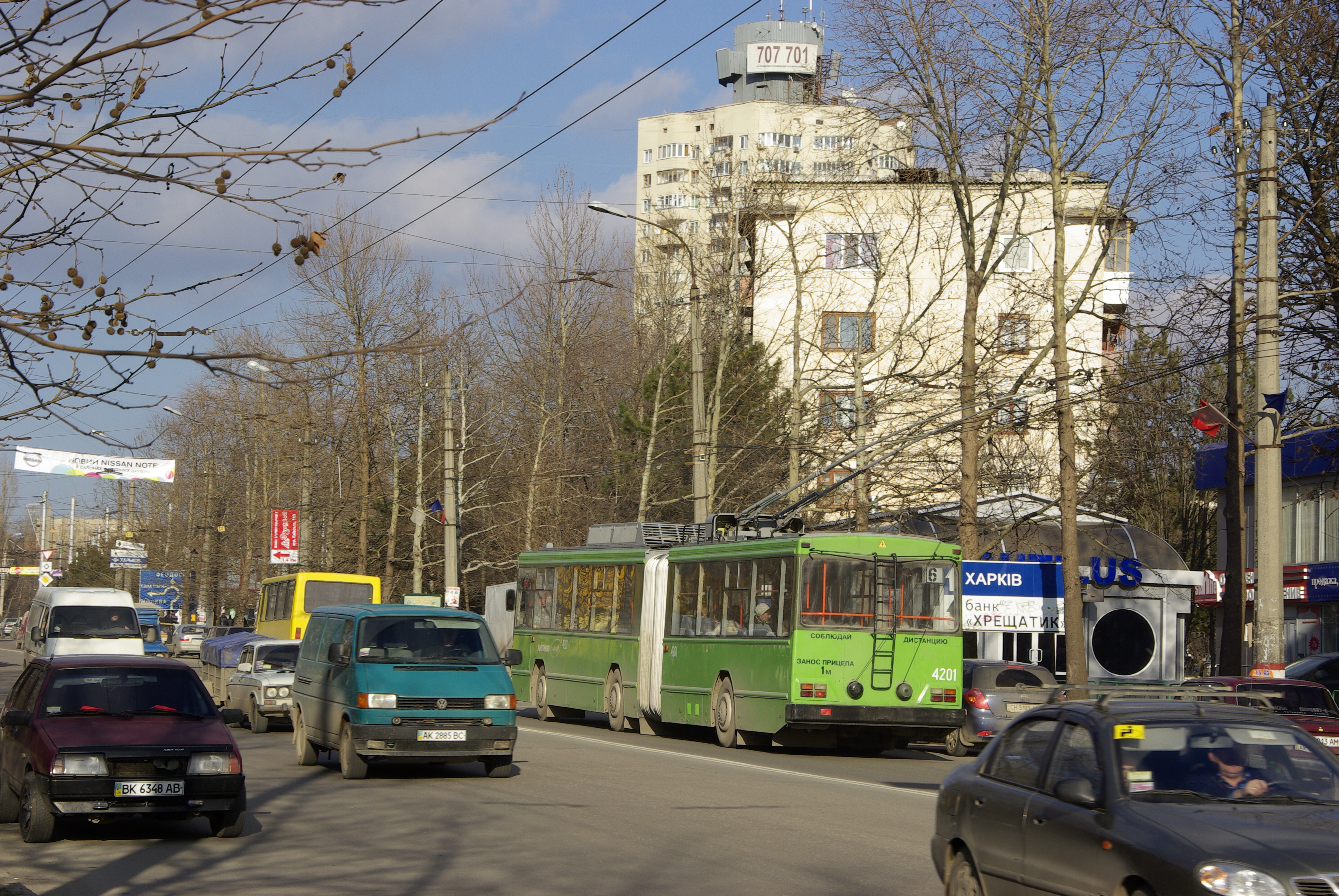
К-12.03 Симферополь

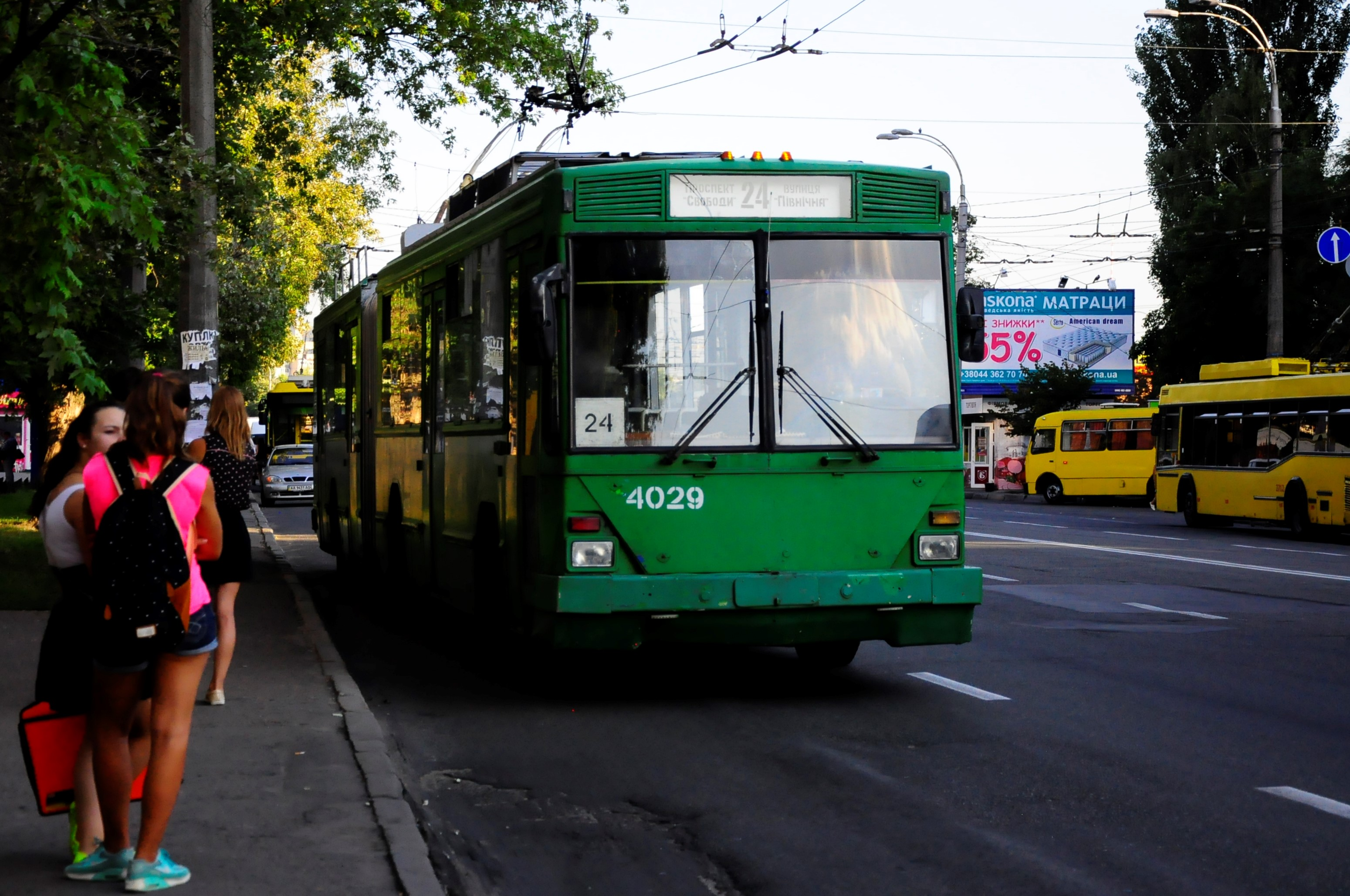
К12.03 в Киеве, 2016 г.

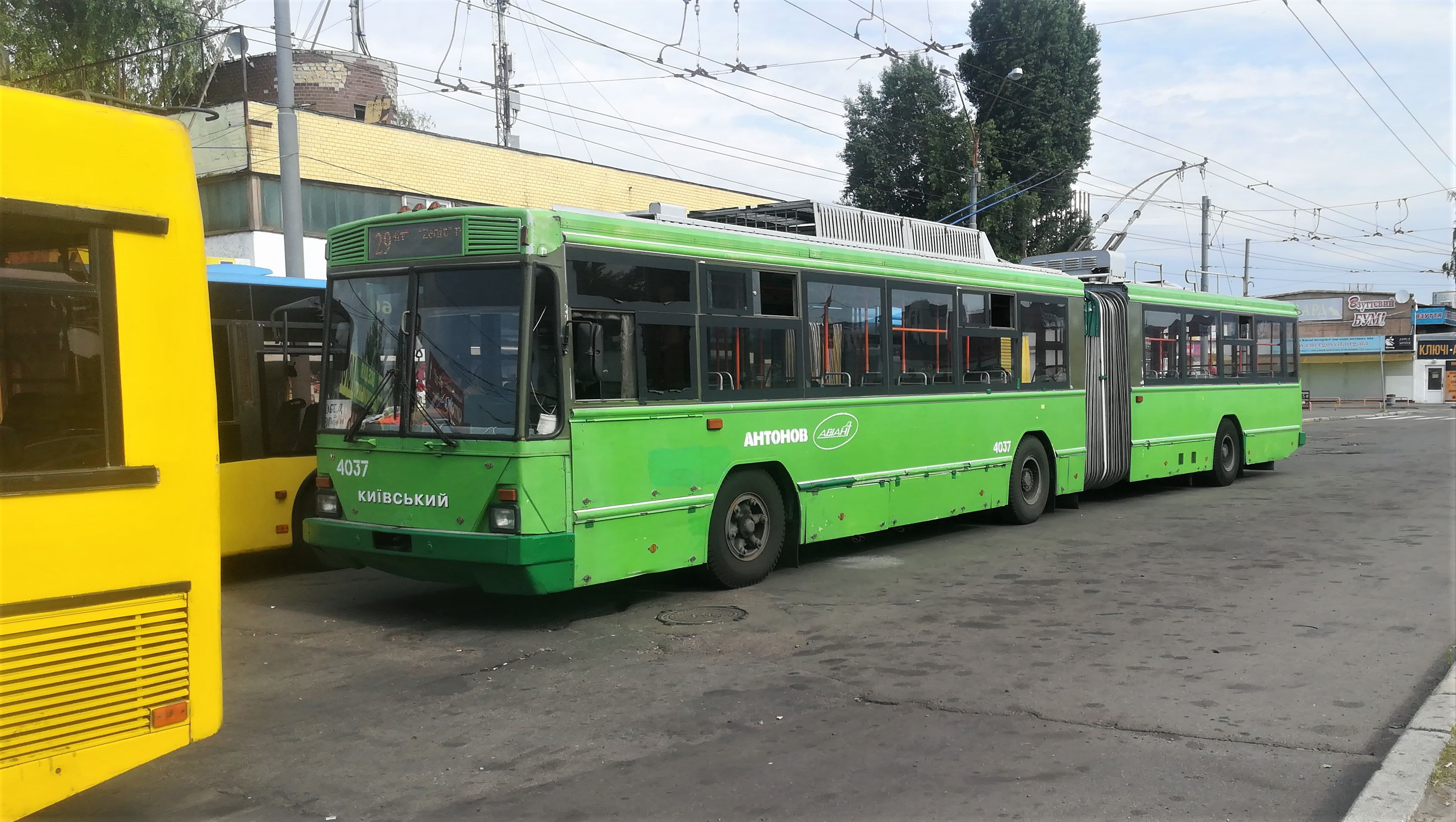
К12.03 в Киеве, 2019 г.

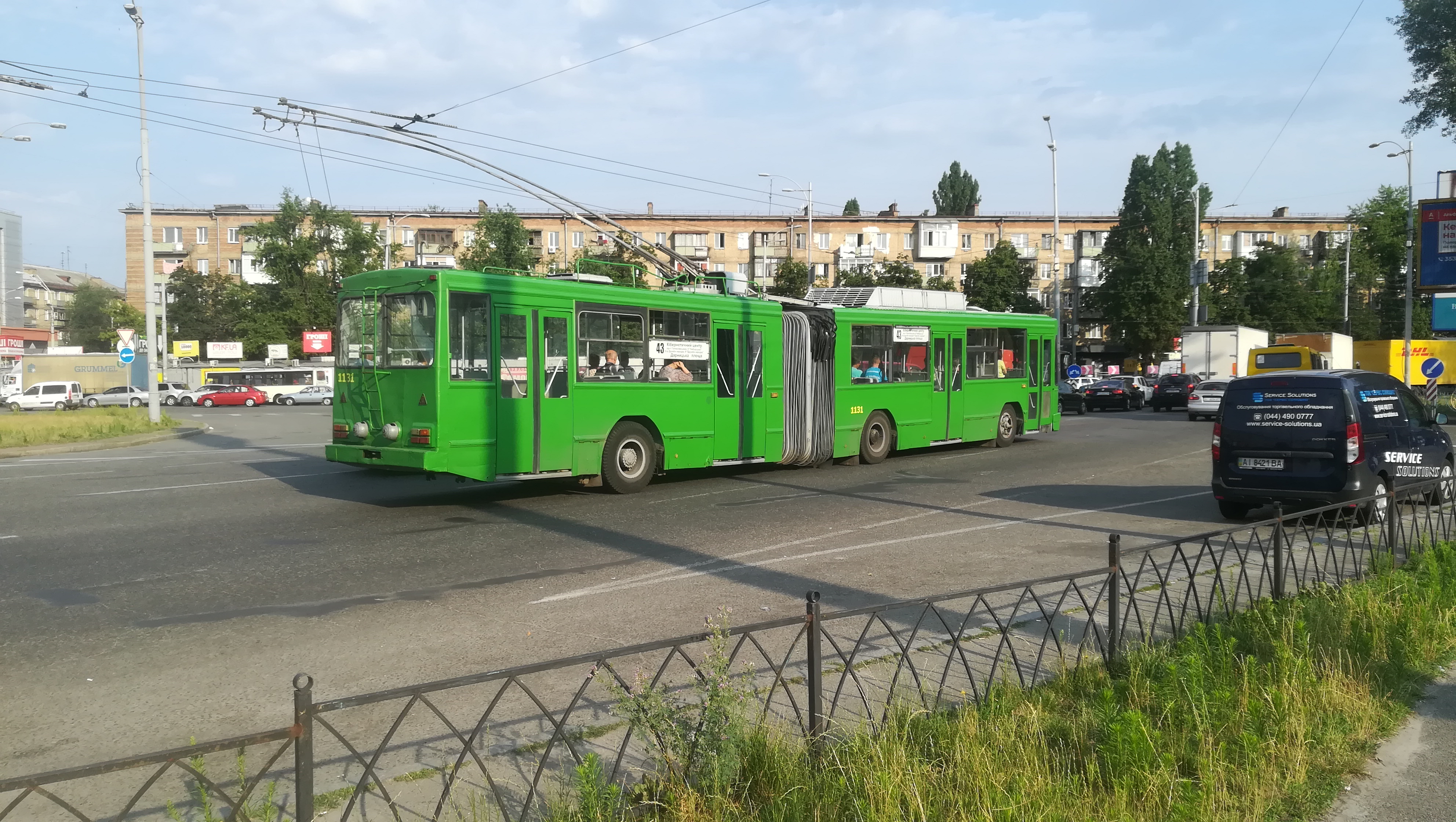
К12.03 в Киеве, 2019 г.

Первый опытный троллейбус модели «Киев-12» начал осуществлять пробные поездки 4 ноября 1993 года. Техническое задание на его разработку и программа испытаний была написана Владимиром Векличем, проектирование и изготовление машины осуществлялось под общим руководством генерального конструктора Пётра Балабуева, главного инженера В. Короля и его заместителя А. Рабичева. В работе конструкторы опирались на большой эксплуатационный опыт сотрудников НИКТИ ГХ, КЗЭТ и Киевского ТРОЛЛЕЙБУСНОЕ ДЕПО №2.
После проведения испытаний, 1 августа 1994 года этот троллейбус был передан на баланс в киевское троллейбусное депо № 3, где ему был присвоен инвентарный номер 3000. Созданный в очень сжатые сроки троллейбус не отвечал требованиям технического задания: имел тугой руль и недостаточный радиус вписывания в повороты.
Этот недостаток удалось устранить в следующих четырёх модификациях — К12.01 (сочленённый, на 182 места, с реостатно-контакторной системой управления), К12.03 (сочленённый, на 182 места, с чешской тиристорно-импульсной системой управления), К12.04 (односекционный, на 115 мест, с чешской тиристорно-импульсной системой управления) и К12.05 (сочленённый, на 182 места, с тиристорно-импульсной системой управления украинского производства).
Также была разработана конструкторская документация на троллейбусы К12.02 (односекционный, на 115 мест, с реостатно-контакторной системой управления), К12.06 (односекционный, на 115 мест, с тиристорно-импульсной системой управления украинского производства), К12.07 (сочленённый, на 182 места, с чешской транзисторной системой управления, в документах именовался как К12.03М) и К12.08 (односекционный, на 115 мест, с чешской транзисторной системой управления, в документах именовался как К12.04М), но в производство они запущены не были.
Кроме того, в Киеве эксплуатировался первый опытный сочленённый троллейбус К12, выпущенный АНТК имени О. К. Антонова. С началом серийного производства К12 и принятия индексации его модификаций первый опытный троллейбус получил индекс К12.00. Троллейбус имел оригинальный алюминиевый кузов и был построен на шасси троллейбуса Киев-11 производства КЗЭТ с реостатно-контакторной системой управления. Всего на мощностях АНТК имени О. К. Антонова было построено 2 троллейбуса К12 — опытный К12.00 и первый экземпляр К12.04. Все остальные троллейбусы К12 построены заводом «АВИАНТ» по лицензии АНТК имени О. К. Антонова.

## Описание
Кузов троллейбусов К12 изготовлен из лёгких алюминиевых сплавов и материалов, применяющихся в авиастроении. Это дало возможность увеличить ресурс троллейбусов и, в то же время, уменьшить вес их кузова по сравнению с аналогичными моделями в среднем на 2,5 т. Кроме того, уменьшение массы и применение тиристорно-импульсной системы управления, производства «Škoda», позволило снизить энергопотребление на 7 %. Применяемые алюминиевые и полимерные конструкции кузова имеют высокую коррозийную стойкость. Это имеет немаловажное значение при использовании троллейбусов в зимнее время (когда дороги посыпаются технической солью, пагубно влияющей на стальные конструкции). Алюминиевый кузов троллейбуса К12 имеет, таким образом, срок эксплуатации без капитального ремонта до 18 лет. Снижение массы троллейбуса за счёт алюминиевых конструкций позволило увеличить пассажировместимость салона по сравнению с существующими аналогами. Сам салон комфортен для пассажиров, имеет 30 удобных кресел, расположенных на встроенных обогревателях. Рабочее сидение водителя регулируется по высоте и снабжено рессорами. Наружные зеркала заднего вида обогреваются, а в кабине предусмотрена вентиляция.

## Технические характеристики К12.03
| Параметр                          | Значение                                                                |
| --------------------------------- | ----------------------------------------------------------------------- |
| Длина                             | 18,50 м                                                                 |
| Ширина                            | 2,50 м                                                                  |
| Высота                            | 3,65 м                                                                  |
| Высота пола над уровнем дороги    | 0,82 м                                                                  |
| Минимальный дорожный просвет:     | 0,18 м                                                                  |
| Количество дверей                 | 4                                                                       |
| Пассажировместимость              | 250 человека                                                            |
| Количество мест для сидения       | 30                                                                      |
| Масса снаряжённого троллейбуса    | 17,45 т                                                                 |
| Тяговые двигатели                 | 2 двигателя 9AL-2943 rN производства фирмы «Skoda» мощностью по 100 кВт |
| Система управления                | Тиристорно-импульсная (ТИСУ) производства фирмы «Skoda»                 |
| Ведущие мосты                     | 2 ведущих моста производства фирмы «Rába»                               |
| Преодолеваемый уклон              | 12 %                                                                    |
| Максимальная скорость             | не менее 85 км/ч                                                        |
| Время разгона до скорости 40 км/ч | не более 13 секунд                                                      |

## Эксплуатация
По состоянию на апрель 2025 года в Киеве все троллейбусы К12.03 были списаны, а оставшиеся переведены в служебные (4032,4033,4037,4040,4045) А также троллейбус К12.04 (2601). В работе эти троллейбусы зарекомендовали себя как надёжные, вместительные и недорогие в эксплуатации машины. Из всех поставленных в город троллейбусов из строя вышли лишь шесть — два сгорели (в троллейбусном парке и на линии в результате неосторожного обращения с огнём, № 1119 и 4025), три были списаны в результате аварий и проблем с сочленением (№ 2504, 4003 и 4004), и 14 октября 2011 года после возгорания узла сочленения был списан К12.03 (№ 1115).
Однако процесс выведения из эксплуатации троллейбусов К12.03 в Киеве продолжается в связи с истечением заявленного срока эксплуатации кузова (18 лет) и нежеланием проводить капитальные ремонты остающимся на ходу троллейбусам. Также после 2015 года произошёл ряд возгораний (в основном в узлах сочленений) данных троллейбусов, после которых машины досрочно отстранялись от работы.
Первый троллейбус — К12.01 — выведен из эксплуатации летом 2013 года. Списан и утилизирован в 2015 году.
Ещё три троллейбуса К12.03 и все К12.03 в Крыму списали весной 2024 года, и один троллейбус К12.04 в Крыму.
Также один троллейбус К12.05 эксплуатируется в Черкассах.